# Julien Mignot de La Martinière
Pour les articles homonymes, voir Mignot et La Martinière.
Julien Mignot de La Martinière est un homme politique français né le 4 août 1769 à Machecoul (Loire-Atlantique) et mort le 24 octobre 1819 à Bordeaux.

## Biographie
Négociant à Brest, il est député du Finistère en 1815, pendant les Cent-Jours.

## Sources
- « Julien Mignot de La Martinière », dans Adolphe Robert et Gaston Cougny, Dictionnaire des parlementaires français, Edgar Bourloton, 1889-1891 [détail de l’édition]